# Comune di Aalestrup
Il comune di Aalestrup era un comune danese situato contea di Viborg. Capoluogo era la cittadina omonima.
Con la riforma amministrativa entrata in vigore il 1º gennaio del 2007 il comune è stato soppresso. Il territorio comunale è stato accorpato ai comuni di Farsø, Løgstør e Aars per dare luogo al neo-costituito comune di Vesthimmerland compreso nella regione dello Jutland Settentrionale
Il comune aveva una popolazione di 7 631 abitanti (2005) e una superficie di 176 km².